# Ruotsalainen
Ruotsalainen (dosł. Szwedzkie jezioro) – jezioro w Finlandii, nad którym leży miasto Heinola. Powierzchnia 74,13 km² daje mu 58. miejsce w kraju pod względem wielkości.

## Geografia
Wraz z jeziorem Päijänne należy do zlewiska rzeki Kymijoki, trzeciego pod względem wielkości w Finlandii. Na jeziorze liczne wyspy, największa z nich to Hevossaari. Należy do jezior czystych. Nad jeziorem rozwinięta turystyka wędkarska.
Przez jezioro przebiega most Tähtiniemi, drugi pod względem długości most w Finlandii.